# Homo luzonensis
Homo luzonensis és una espècie d'homínid extint conegut a partir de restes fossilitzades descobertes a la cova del Callao, Peñablanca (Cagayan, Filipines) el 2007 per Armand Salvador Millars. Específicament, la troballa va consistir en un metatarsià de sols 61 mil·límetres que, quan es va datar, va resultar ser d'almenys aproximadament 67.000 anys. Ha estat observat pels investigadors que l'humà de Callao tenia probablement menys de quatre peus d'alçada. Els investigadors també creuen que el poble aeta, els habitants actuals de la muntanya de Luzón, podrien ser descendents de l'humà de Callao.
El 2010, la classificació biològica de l'humà de Callao era incerta. L'os metatarsià descobert (Dret MT3 - l'os petit de l'extrem del dit mig del peu dret) s'ha identificat com a procedent d'una espècie de gènere Homo, però la classificació exacta de l'espècie és incerta. S'ha especulat que l'humà de Callao pugui ser Homo sapiens, o també Homo floresiensis. Calmés quantitat de material i recerca per precisar la classificació.
Gràcies a excavacions realitzades a la cova del Callao des de 2007, s'han trobat 13 restes, que són principalment dents, dits de la mà i del peu i part d'un fèmur, la qual cosa ha donat lloc al descobriment de l'espècie el 10 d'abril del 2019. Se'n desconeixen algunes característiques com la forma de la cara i l'alçada, ja que no se n'ha trobat cap crani i el fèmur que es va trobar està trencat.

## Descripció
Encara que la teoria inicial de la migració humana a les Filipines va proposar l'ús de ponts de terra durant l'última edat de gel, les modernes lectures batimètriques de l'estret de Mindoroi i el passatge de Sibutu suggereixen que no hi hauria estat completament tancat. Per tant, la teoria en l'actualitat és que l'humà de Callao i els seus contemporanis de Luzón van arribar de Sondalàndia en bassa.
També es van trobar a la mateixa capa de sediment restes d'animals esquarterats, la qual cosa indica que l'humà de Callao tenia un cert grau de coneixement en l'ús d'eines, encara que no s'hi van trobar eines de pedra. Els ossos dels animals eren de cérvols (Cervus mariannus), porcs, i un bòvid extint.
Les seves característiques principals són:
- Les dents (dues de premolars i tres molars) són petites i semblants als d'un humà actual.
- Els ossos de les mans i peus són més semblants als dels australopitecs.
- És possible que descendeixi d'Homo erectus.
- Hauria desaparegut fa 50.000 anys, quan els humans moderns arribaren a Àsia.